# Citocromo-c ossidasi
La citocromo-c ossidasi (o complesso IV) è l'ultimo complesso enzimatico coinvolto nella catena di trasporto degli elettroni, di cui catalizza la seguente reazione.
4 ferrosocitocromo c + O2 + 4 H+ → 4 ferricocitocromo c + 2 H2O.
Noto anche come citocromo a3 (cit a3) o fermento respiratorio di Warburg, l'enzima è una proteina integrale della membrana mitocondriale interna e contiene un gruppo porfirinico contenente ioni Fe2+ (se il citocromo è ridotto) o Fe3+ (se il citocromo è ossidato).
La riduzione dell'ossigeno è accompagnata dall'estrusione di quattro protoni dal compartimento intramitocondriale. Il consumo di quattro ioni idrogeno per molecola di ossigeno e la traslocazione di quattro ulteriori ioni idrogeno attraverso la membrana mitocondriale interna sono responsabili del mantenimento di un gradiente di pH sui due lati di tale membrana, gradiente da cui dipendono la fosforilazione di ADP ad ATP e la produzione di energia della cellula.
Diversi batteri contengono ossidasi analoghe.
Questo enzima è inibito dallo ione cianuro, causando così la cosiddetta ipossia citotossica.